# Das Mädchen vom Moorhof (Novelle)

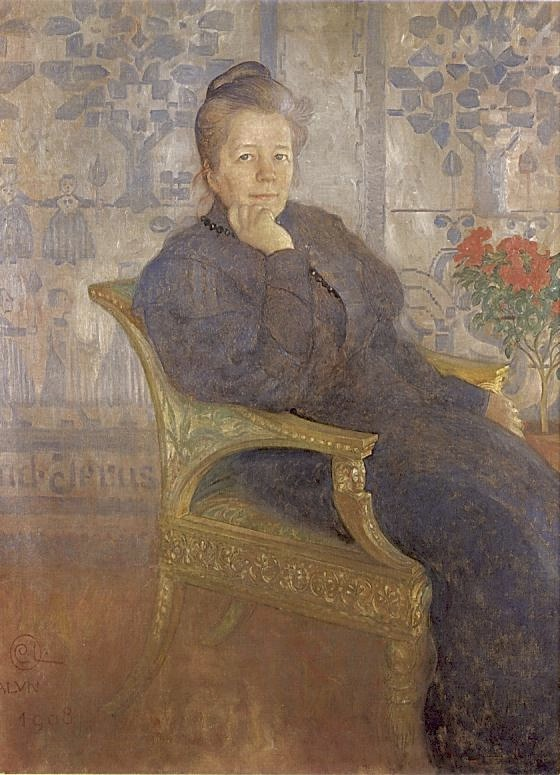
Die Autorin Selma Lagerlöf im Erscheinungsjahr der Novelle (1908). Gemälde von Carl Larsson. Ein Jahr später wurde sie als erste Frau mit dem Literaturnobelpreis ausgezeichnet.

Das Mädchen vom Moorhof (schwedischer Originaltitel: Tösen från Stormyrtorpet) ist eine Novelle, die Selma Lagerlöf im Rahmen ihrer Erzählsammlung En saga om en saga och andra sagor 1908 im Stockholmer Verlag Albert Bonnier veröffentlicht hat.
In der deutschen Übersetzung von Marie Franzos erschien das Werk erstmals im Jahre 1909 in der Deutschen Rundschau.
Die siebenfach verfilmte Novelle erzählt die Geschichte der aus armen Verhältnissen stammenden Magd Helga, die als Mutter eines unehelich geborenen Kindes von Teilen ihrer dörflichen Umgebung geschmäht wird, sich im Laufe der Handlung aber als eine Persönlichkeit von überragender moralischer Integrität erweist.

## Handlung
Ort der Handlung ist ein Dorf in Värmland, die Zeit das frühe 19. Jahrhundert.
Kapitel 1. Die junge Häuslertochter Helga hat auf dem Sternhof als Magd gearbeitet, wo der Bauer, Per Martensson, sie geschwängert hat. Nachdem ein Kind geboren wird – Helgas Mutter zieht dieses Enkelkind als ihr eigenes Kind auf –, geht Helga auf Drängen ihrer Eltern vors Thing, um den Bauern auf Zahlung von Kindesunterhalt zu verklagen. Als dieser die Vaterschaft bestreitet und der Richter entscheidet, dass er seine Aussage durch einen Eid bekräftigen soll, erschrickt Helga zutiefst: Durch den Meineid würde Per sein Seelenheil verlieren. Um ihn zu schützen – Helga hat Per immer noch lieb –, zieht sie ihre Klage zurück. Der Richter, der ihre Beweggründe durchschaut, reicht ihr vor allen im Gerichtssaal Anwesenden zum Dank und zur Anerkennung die Hand, was auf eine offizielle Rehabilitation der unehelichen Mutter hinausläuft. In Windeseile wird diese Nachricht sich fast überall herumsprechen.
Kapitel 2. Unter den vor dem Thing Anwesenden war auch Gudmund Erlandsson, der von allen jungen Frauen umschwärmte Sohn des Kleinbauern auf Närlunda. Trotz des Standesunterschiedes hat sein gutes Aussehen es ihm sogar ermöglicht, von Hildur Erikstochter als Bräutigam begehrt zu werden. Hildur ist die Tochter des Amtmanns auf Älvåkra, der als Großbauer einer der reichsten Männer der Region ist.
In einer Analepse wird im zweiten Kapitel erzählt, wie Gudmund am Morgen des Gerichtstages Helga, die er von Angesicht nicht kannte, ein Stück auf seinem Pferdewagen mitgenommen hatte. Sie waren ins Gespräch gekommen und als Gudmund entdeckt hat, dass seine Passagierin keine andere als die schlecht beleumundete Magd war, hatte er sie seine Verachtung spüren lassen. Helga hatte dann darauf bestanden, zu Fuß weiterzugehen.
Helga lebt mit ihren Eltern auf einem kleinen Waldgütchen, dem Moorhof. Weil sie die Klage zurückgezogen hat, wagt sie nach dem Thing nicht, nach Hause zu gehen, und drückt sich auf der Straße herum. Am liebsten würde sie Moor gehen, um dort umzukommen. In dieser verzweifelten Verfassung begegnet sie Gudmund ein zweites Mal. Da er sein Urteil über sie inzwischen geändert hat, bietet er ihr an, als Pflegerin seiner kranken Mutter Ingeborg nach Närlunda zu kommen.
Kapitel 3. Schon nach kurzer Zeit haben alle Bewohner von Närlunda Helga ins Herz geschlossen. Auch sie selbst scheint dort glücklich zu sein. Erst später wird sie Gudmund gestehen, dass sie am Anfang großes Heimweh hatte und tatsächlich im Begriff gewesen war, wegzulaufen und zu ihren Eltern zurückzukehren. Überwunden hat sie das Heimweh erst mit einem kleinen Ritual, das ihr allerdings nur einmal im Leben gestattet sei: Helga hat etwas glühende Asche aus dem elterlichen Herd in den Herd auf Närlunda getragen.
Als die Verlobung von Gudmund und Hildur tatsächlich zustande kommt, verknüpft Hildur ihr Eheversprechen mit der Bedingung, dass Helga Närlunda verlassen müsse. Sie will mit der unehelichen Mutter nicht unter einem Dache leben. Widerstrebend lassen die Erlandssons Helga zum Moorhof zurückkehren. Um ihr wirtschaftlich zu helfen, gibt Ingeborg Helga noch einige Aufträge für Webarbeiten mit.
Kapitel 4. Gudmund hatte sich mit Hildur verlobt, weil ihm die Vorstellung gefiel, Großbauer und reich zu werden. Auch war Hildur ihm als eine fähige, vielversprechende künftige Bäuerin erschienen. Dass Hildur Helga, über die er bisher gar nicht viel nachgedacht hatte, von Närlunda zu verdrängen sucht, erscheint ihm nun jedoch als ein Anzeichen von Kleinlichkeit und Herzlosigkeit. Helga dagegen hatte ihm, als er sie vor dem Thing erlebt hatte, imponiert.
Kapitel 5. Zwei Tage vor dem geplanten Hochzeitstermin betrinkt Gudmund sich beim Feiern mit seinen Freunden in der Gastwirtschaft bis zur Besinnungslosigkeit. Als er am folgenden Tage wieder zu sich kommt, ist seine Kleidung zerrissen, was ihn vermuten lässt, dass er in eine Schlägerei geraten sein muss. Aus der Zeitung erfährt er wenig später, dass in der Nacht während eines Handgemenges jemand erstochen worden sei. Die Klinge sei dabei abgebrochen und der Messerschaft nicht gefunden worden. Fassungslos bemerkt er, dass an seinem eigenen Messer, das er immer bei sich trägt, die Klinge abgebrochen ist. Obwohl er sich an nichts erinnern kann, fürchtet er, der gesuchte Totschläger zu sein. Als er das Griffstück, um das Beweisstück zu verbergen, in den Morast wirft, wird er dabei von seinem Vater beobachtet, der den Griff heimlich birgt. Später fällt Gudmund ein, dass der Morast im Sommer trockenfällt, sodass das Beweisstück entdeckt werden könnte. Vergeblich sucht er nach dem Griffstück und wird dabei wiederum von seinem Vater beobachtet.
Am Pfingstmontag soll Hochzeit gefeiert werden. Vater und Sohn Erlandsson fahren auf dem Pferdegespann zu Hildur nach Älvåkra. Unterwegs begegnen sie Helga, die Gudmund ihre Glückwünsche entbietet. Sie hegt gegen Hildur keinerlei Groll und wünscht Gudmund aufrichtig, dass er mit seiner Braut glücklich werden möge. Gudmund ist über ihre stille Güte so gerührt und beschämt, dass er seinem Vater noch vor der Ankunft in Älvåkra gesteht, dass er einen Menschen getötet habe. Er könne Hildur nicht heiraten, denn damit würde er eine Unschuldige in sein eigenes Unglück hineinziehen. Als er sein Geständnis vor dem Amtmann, Hildurs Vater, wiederholt, sagt dieser die Hochzeit ab. Gudmund, der auf Vergebung gerechnet hatte, ist zunächst enttäuscht und wütend. Dann jedoch findet er Frieden: Er hat das Richtige getan und ist ruhig und glücklich darüber.
Als er wenig später im Wald erneut Helga begegnet, erkennt er, dass er sie liebt. Er berichtet ihr alles, was vorgefallen ist. Helga wird bald klar, dass Gudmund unmöglich der gesuchte Totschläger sein kann: das Messer hatte er ihr einmal geborgt, weil sie Späne schneiden musste. Dabei war ihr die Klinge abgebrochen und Gudmund hatte das Messer später zurückgenommen und eingesteckt, ohne den Schaden zu bemerken. Helga beschließt, dieses Wissen für sich zu behalten, um es dafür zu benutzen, um Hildur mit Gudmund wieder zu versöhnen. Als Gudmund ihr nach seinem Bericht auch noch gesteht, dass er sie liebt, will sie nichts davon wissen und lügt: Sie habe immer noch Per Martensson lieb.
Kapitel 6. Hildur befindet sich seit Gudmunds Selbstbezichtigung in einem Zwiespalt der Gefühle: Einerseits liebt sie ihn unvermindert, andererseits aber will sie keinen heiraten, der im Gefängnis war. Helga drängt sie, Gudmund zu erklären, dass sie ihn unter allen Umständen heiraten wolle und dass sie auch auf ihn warten werde, wenn er ins Gefängnis müsse. Als Hildur zögert, verrät Helga ihr schließlich auch, dass Gudmund unschuldig ist.
Gudmund kommt Hildurs Versöhnungsversuch schließlich zuvor, indem er ihr sagt, dass er eine andere liebt. Da durchschaut Hildur sämtliche Zusammenhänge und beschließt, auf Gudmund zu verzichten. Gudmund erfährt von ihr nun nicht nur, dass ein anderer den Totschlag begangen hat, sondern auch, dass Helga – die Hildur zutreffend als Gegenstand seiner Liebe erkannt hat – seine Gefühle erwidert.

## Verfilmungen
- 1917: Das Mädchen vom Moorhof, Schweden, Regie: Victor Sjöström
- 1935: Bataklı Damın Kızı, Aysel, Türkei, Regie: Muhsin Ertuğrul
- 1935: Das Mädchen vom Moorhof, Deutschland, Regie: Detlef Sierck
- 1940: Suotorpan tyttö, Finnland, Regie: T. J. Särkkä
- 1947: Tösen från Stormyrtorpet, Schweden, Regie: Gustaf Edgren
- 1952: Husmandstøsen, Dänemark, Regie: Alice O’Fredericks
- 1958: Das Mädchen vom Moorhof, Deutschland, Regie: Gustav Ucicky

## Hörspiele in Deutschland und Österreich
- 1945: Das Mädchen vom Moorhof – Bearbeitung (Wort): Georg von der Vring; Regie: Cläre Schimmel (Hörspielbearbeitung – Radio Stuttgart; Erstsendung: 26. Dezember 1945 | 40'00 Minuten)
- 1954: Das Mädchen vom Moorhof – Regie: Hans Krendlesberger (Hörspielbearbeitung – RWR (Österreich); Erstsendung: 13. April 1954)
- 1955: Das Mädchen vom Moorhof – Bearbeitung (Wort): Maria Fuss; Komposition: Horst Platen; Regie: Heinz-Günter Stamm (Hörspielbearbeitung – BR; Erstsendung: 15. November 1955 | 57'36 Minuten)

## Ausgaben (Auswahl)
Schwedisches Original
- Tösen från Stormyrtorpet. In: En saga om en saga och andra sagor. Albert Bonniers Förlag, 1908 (enthält auch die Erzählungen En saga om en saga; Silvergruvan; Legenden om julrosorna; Bröllopsmarschen; Spelmannen; En sågen från Jerusalem; Varför påven blev så gammal; Luftballongen).

Deutsche Übersetzung
- Das Mädchen vom Moorhof. In: Deutsche Rundschau. Band 139, 1909 (deutsche Ausgabe, übersetzt von Marie Franzos).
- Das Mädchen vom Moorhof. In: Frauenherzen. Zwei kleine Liebesromane. Verlag der Deutschen Verlags-Expedition, Stuttgart 1935.
- Das Mädchen vom Moorhof. LIWI Literatur- und Wissenschaftsverlag, 2021, ISBN 978-3-96542-419-7.

Zweisprachig (schwedisch-deutsch)
- Tösen från Stormyrtorpet – Das Mädchen vom Moorhof. Holder, 2012, ISBN 978-3-943394-05-4.